# Aeroporto Internazionale Daniel Oduber
L'Aeroporto Internazionale Daniel Oduber  è un aeroporto situato nei pressi della città di Liberia in Costa Rica. E' intitolato a Daniel Oduber Quirós (1921-1991), Presidente dal 1974 al 1978.